# Łużasna (stacja kolejowa)
Łużasna (biał. Лужасна; ros. Лужесно) – stacja kolejowa w miejscowości Stancyja Łużasna, w rejonie witebskim, w obwodzie witebskim, na Białorusi. Położona jest na linii Newel - Jeziaryszcza - Witebsk.
Zaczyna się tu biegnąca do Witebska linia dwutorowa. W stronę Jeziaryszczy wiedzie jeden tor.